# بخش چشایر (شهرستان گالیا، اوهایو)
بخش چشایر (به انگلیسی: Cheshire Township) یک منطقهٔ مسکونی در ایالات متحده آمریکا است که در شهرستان گالیا، اوهایو واقع شده‌است.
 بخش چشایر ۷۹٫۹ کیلومتر مربع مساحت و ۱٬۰۰۲ نفر جمعیت دارد و ۲۵۱ متر بالاتر از سطح دریا واقع شده‌است.